# Liza Hunter-Galvan
Liza Hunter-Galvan (geb. Liza Marie Hunter; * 5. Juni 1969 in Auckland) ist eine neuseeländische Marathonläuferin.
Auf Empfehlung der Trainerlegende Arthur Lydiard kam sie 1989 in die Vereinigten Staaten, wo sie an der University of Texas at San Antonio ein Sportstipendium erhielt. An der Universität lernte sie ihren späteren Ehemann Ariel kennen, mit dem sie sich in San Antonio niederließ, wo sie als Mittelschullehrerin arbeitete. Das Paar bekam vier Kinder.
1995 gewann sie zum ersten Mal den San-Antonio-Marathon; fünf weitere Siege folgten, 1998 und viermal in Folge von 2003 bis 2006.
2004 wurde sie Vierte beim Austin-Marathon und Fünfte beim Hamburg-Marathon. Bei den Olympischen Spielen in Athen kam sie auf den 51. Platz. Zum Saisonabschluss siegte sie beim Dallas White Rock Marathon.
Im Jahr darauf wurde sie Neunte in Hamburg, belegte bei den Leichtathletik-Weltmeisterschaften in Helsinki den 39. Platz und wurde Dritte in Dallas.
Zu Beginn des Jahres erlitt sie zusammen mit ihrer Familie einen schweren Autounfall, bei dem ihre älteste Tochter schwere Kopfverletzungen davontrug und einen Monat im Koma lag. Im Herbst wurde sie Fünfte beim Amsterdam-Marathon in 2:30:40 h. Obwohl sie damit die nationale Norm um fast drei Minuten unterboten hatte, wurde sie vom neuseeländischen Leichtathletikverband erst für die Olympischen Spiele 2008 nominiert, nachdem sie das nationale Sportgericht angerufen hatte. In Peking lief sie in 2:34:51 auf Rang 35 ein. Im selben Jahr wurde sie jeweils Zweite in San Antonio mit ihrer persönlichen Bestzeit von 2:29:37 und in Dallas.
Bei einer Trainingskontrolle am 23. März 2009 wurde sie positiv auf Erythropoetin (EPO) getestet und daraufhin wegen dieses Verstoßes gegen die Dopingbestimmungen für zwei Jahre gesperrt. Mit dem Laborbefund konfrontiert, gestand die Athletin einen dreimaligen Gebrauch von EPO in den Wochen vor dem Test. Das Nationale Olympische Komitee gab außerdem bekannt, dass ihr eine Teilnahme an den Olympischen Spielen 2012 in London verwehrt wird.